# Сера Петризи (Козенца)
Сера Петризи је насеље у Италији у округу Козенца, региону Калабрија.
Према процени из 2011. у насељу је живело 83 становника. Насеље се налази на надморској висини од 535 м.